# Jamesonia hispidula
Jamesonia hispidula är en kantbräkenväxtart som beskrevs av Gustav Kunze.
Jamesonia hispidula ingår i släktet Jamesonia och familjen Pteridaceae. Inga underarter finns listade i Catalogue of Life.